# Cầm (họ)
Họ Cầm là một họ của người Việt Nam. Họ Cầm thường có trong các cộng đồng dân tộc thiểu số như Thái.

## Những người họ Cầm có danh tiếng
| Họ tên        | Sinh thời | Dân tộc | Hoạt động |
| ------------- | --------- | ------- | --- |
| Cầm Ngoan     | 1922-2007 | Thái    | Đại biểu Quốc hội Việt Nam 5 khóa (3 đến 7), Phó chủ tịch Quốc hội khóa 7, quê xã Tường Phù huyện Phù Yên tỉnh Sơn La.                                               |
| Cầm Liên      | 1923-...  | Thái    | Tên khác: Cầm Văn Yêu, Đại biểu Quốc hội Việt Nam khóa 3 (1964-1971), Nguyên Chủ tịch UBND tỉnh Sơn La.                                                              |
| Hoàng Nó      | 1925-...  | Thái    | Tên thật Cầm Văn Lương, nhà thơ, bí thư khu uỷ Khu tự trị Tây bắc, Bí thư tỉnh ủy Sơn La, ủy viên trung ương Đảng CSVN. Quê xã Mường Chanh huyện Mai Sơn tỉnh Sơn La |
| Cầm Xuân Ế    | 1949-...  | Thái    | Thiếu tướng phó tư lệnh Quân khu 2. Quê xã Tường Tiến huyện Phù Yên tỉnh Sơn La                                                                                      |
| Cầm Ngọc Minh | 1959-...  | Thái    | Chủ tịch UBND tỉnh Sơn La nhiệm kỳ 2016–2021. Quê xã Quang Huy huyện Phù Yên tỉnh Sơn La                                                                             |